# Есенкој
Есенкој (тур. Esenköy) је насељено место у округу Инегол у вилајету Бурса, Турска. Према попису из 2020. био је 251 становник.
Есенкој настањују Бошњаци, чији су се преци доселили крајем 19. века из Високог и Сарајева у Босни.